# Les Flèches de Robin des Bois
Pour plus de détails, voir Fiche technique et Distribution.
Les Flèches de Robin des Bois (en russe : Стрелы Робин Гуда, Strely Robin Guda) est un film soviétique de 1975 sur Robin des Bois réalisé par Sergueï Tarassov.

## Fiche technique
- Titre français : Les Flèches de Robin des Bois[1],[2],[3],[4]
- Titre original : Стрелы Робин Гуда, Strely Robin Guda
- Réalisateur : Sergueï Tarassov
- Scénario : Sergueï Tarassov, Kirill Rapoport
- Musique : Vladimir Vysotsky, Raimonds Pauls et Aleksei Zubov
- Producteur : Mark Tsirelson
- Directeur de la photographie : Davis Simanis
- Société de production : Riga Film Studio
- Durée : 80 minutes
- Genre : Aventure
- Pays de production :  Union soviétique
- Langue : russe
- Date de sortie : 
  - Union soviétique : 4 octobre 1976

## Distribution
- Boris Khmelnitsky : Robin des Bois (voix d'Alexander Beliavski)
- Regīna Razuma : Maria
- Vija Artmane : Kat
- Eduards Pāvuls : Friar Tuck
- Harijs Šveics : Petit Jean
- Algimantas Masiulis : Guy de Gisbourne
- Iouri Kamorny : bouffon (voix de Vladimir Ivachov)
- Juris Strenga : évêque Gerford
- Ints Burāns : Sir Ralph, shérif de Nottingham
- Mirdza Martinsone : Lady Anna
- Jānis Plēsums : Alan
- Mārtiņš Vērdiņš : Sir Edmond
- Nikolaï Doupak : meunier
- Ivars Kalniņš : épisode
- Romualds Ancāns : Willy

## Musique
Il existe deux bandes sonores pour le film. En 1975, Vladimir Vysotsky a écrit et interprété sept ballades, dont six ont été incluses dans la version finale. Cependant, une recommandation du comité de rédaction de Goskino les a jugés inadéquates pour une aventure romantique; la vraie raison étant des conflits avec Vysotsky.
En 1976, de nouvelles chansons ont été interprétées par Aija Kukule et Viktors Lapčenoks, avec des paroles de Lev Prozorovsky et une musique de Raimonds Pauls, cette version est sortie dans les cinémas.
Quatre des chansons de Vysotsky ont ensuite été utilisées dans le film La Ballade du vaillant chevalier Ivanhoé (ru) également réalisé par Tarassov en 1982, au même moment et au même endroit et en utilisant des personnages en commun.
Dans les années 1990, le film a été réédité avec succès avec la bande originale de 1975. Les DVD ont également la bande originale de 1975.